# Reply 1988
Reply 1988 (hangul: 응답하라 1988; rr: Eungdabhara 1988) é uma telenovela sul-coreana exibida pela emissora tvN de 6 de novembro de 2015 a 16 de janeiro de 2016, com um total de 20 episódios. É estrelada por Lee Hye-ri, Park Bo-gum, Go Kyung-pyo, Ryu Jun-yeol e Lee Dong-hwi. Escrita por Lee Woo-jung e dirigida por Shin Won-ho, seu enredo é ambientado no ano de 1988 e gira em torno de cinco amigos e suas famílias, que vivem no mesmo bairro de Ssangmun-dong, distrito de Dobong, norte de Seul.
Reply 1988 é a terceira produção da série Reply. A produção recebeu elogios da crítica e de público, além de seu episódio final, receber uma audiência média de 18.8%, tornando-se o segundo drama televisivo de maior audiência da história da televisão a cabo coreana.

## Enredo
Os cinco amigos de infância e moradores da mesma vizinhança, Sung Duk-sun (Lee Hye-ri), Choi Taek (Park Bo-gum), Sung Sun-woo (Go Kyung-pyo), 
Kim Jung-hwan (Ryu Jun-yeol) e Ryu Dong-ryong (Lee Dong-hwi), passam seu tempo livre juntos, enquanto terminam seus últimos anos de adolescência e do ensino médio. Enquanto isso, suas famílias também desfrutam de uma amizade e estabelecem uma convivência muito próxima entre todos.
É 1988, ano em que a Coreia do Sul recebe atenção internacional devido aos Jogos Olímpicos de Verão em Seul.

## Elenco

### Principal
- Lee Hye-ri como Sung Duk-seon/Sung Soo-yeon[8]

Filha do meio de sua família, ela possui a classificação vergonhosa de número 999 na escola e é a única garota do grupo de cinco amigos do bairro.
- Park Bo-gum como Choi Taek[9]

Um jogador do jogo Go entre seus amigos da vizinhança, que deixou a escola e se tornou profissional. Famoso por suas vitórias, ele é o mais quieto e que mais se esforça em tarefas simples do dia-a-dia.
- Go Kyung-pyo como Sung Sun-woo

O presidente do conselho estudantil, irmão carinhoso e filho confiável para sua família.
- Ryu Jun-yeol como Kim Jung-hwan

Estóico e sarcástico, é inteligente e adora futebol.
- Lee Dong-hwi como Ryu Dong-ryong

Adora dançar e cantar e é bastante sábio para a sua idade.

### Recorrente
Família Sung
- Sung Dong-il como Sung Dong-il (pai de Duk-seon)
- Lee Il-hwa como Lee Il-hwa (mãe de Duk-seon)
- Ryu Hye-young como Sung Bo-ra (irmã mais velha de Duk-seon)
- Choi Sung-won como Sung No-eul (irmão mais novo de Duk-seon)

Família Kim
- Kim Sung-kyun como Kim Sung-kyun (pai de Jung-hwan)
- Ra Mi-ran como Ra Mi-ran (mãe de Jung-hwan)
- Ahn Jae-hong como Kim Jung-bong (irmão mais velho de Jung-hwan)

Família de Sun-woo
- Kim Sun-young como Kim Sun-young (mãe de Sun-woo)
- Kim Seol como Sung Jin-joo (irmã mais nova de Sun-woo)

Residentes na vizinhança
- Choi Moo-sung como Choi Moo-sung (pai de Taek)
- Yoo Jae-myung como Ryu Jae-myung (pai de Dong-ryong)

### Estendido
- Lee Min-ji como Jang Mi-ok (amiga de Duk Seon)
- Lee Se-young como Wang Ja-hyun (amiga de Duk Seon)
- Song Young Kyu como irmão mais velho de Sun-young
- Lee Mi-yeon como Sung Duk-seon adulta
- Kim Joo-hyuk como Choi Taek adulto
- Jeon Mi-seon como Sung Bo-ra adulta
- Woo Hyun como Sung No-eul adulto
- Lee Chung-mi como Nam Goong Neul-bo
- Yong Young-jae como diretor da Associação Coreana de Baduk
- Bae Yoo-ram
- Lee Jin-kwon como estudante
- Seo Cho-won como (apoio)
- Park Ah-sung como estudante

### Participações especiais
- Kim Young-ok como avó de Duk Seon (ep. 2)
- Jung Won-joong como irmão mais velho de Dong-il (ep. 2)
- Kim Su-ro como dono da lanchonete (ep. 3)
- Lee Moon-sae (voz) como DJ de radio (ep. 6)
- Park Ji-yoon como entrevistador de televisão (ep. 7)
- Park Jung-min como namorado de Bo-ra (ep. 8)
- Kim Tae-hoon como cirurgião cardíaco (ep. 8)
- Lee Soo-kyung como Lee Soo-kyung, namorada de No-eul (ep. 8)
- Jung Yoo-min como amiga de Bo-ra (ep. 8)
- Jung Hae-in como Ho-young, amigo do ensino fundamental de Deok-sun (ep. 13)
- Shin Young-jin mãe da presidente de classe (ep.14)
- Jung Woo como Lixo (ep.18)
- Go Ara como Sung Na-Jung (ep.18)

## Produção
Reply 1988 marcou a terceira colaboração entre o diretor Shin Won-ho, o roteirista Lee Woo-jung e os atores Sung Dong-il e Lee Il-hwa após Reply 1997 (2012) e Reply 1994 (2013). O ator Kim Sung-kyun, que co-estrelou Eungdaphara 1994, também juntou-se ao elenco. A primeira leitura do roteiro foi realizada em agosto de 2015. Choi Taek, interpretado por Park Bo-gum, foi vagamente baseado no jogador de Go da vida real, Lee Chang-ho.
Diferentemente das séries Reply anteriores, a de 1988 focou-se mais no vínculo de família do que no romance entre os personagens, com o diretor Shin dizendo que a maior parte da história era sobre família, e apenas uma pequena fração era sobre o amor da personagem Duk-seon. Além disso, ao contrário das produções de drama normais, Reply 1988 recebeu uma equipe de roteiristas trabalhando juntos, que antes das filmagens começarem, todos tinham que aprovar a direção do roteiro.
O diretor Shin Won-ho no 22º Festival de Televisão de Xangai, China, comentou: "... durante as filmagens, nada interfere no desenvolvimento da história principal. Então, desde o início, já havíamos decidido que Duk-seok terminaria junto com Taek eventualmente".

## Trilha sonora
A trilha sonora de Reply 1988, assim como seus antecessores, também consiste de regravações de canções coreanas de sucesso. Foi inicialmente lançada dividida em onze partes, para mais tarde, ser compilada em um álbum, Reply 1988 Original Soundtrack.
| N.º | Título                                                                      | Letras         | Música          | Cantor original | Duração |  |
| 1.  | "Youth (청춘) (Rock Ver.)" (Kim Feel)                                       | Kim Chang-wan  | Kim Chang-wan   | Sanulrim        | 4:27    |  |
| 2.  | "Youth (청춘) (feat. Kim Chang-wan)" (Kim Feel)                             | Kim Chang-wan  | Kim Chang-wan   | Sanulrim        | 3:40    |  |
| 3.  | "Don't Worry Dear (걱정말아요 그대)" (Lee Juck)                             | Jeon In-gwon   | Jeon In-gwon    | Jeon In-gwon    | 3:51    |  |
| 4.  | "A Little Girl (소녀)" (Oh Hyuk)                                            | Lee Young-hoon | Lee Young-hoon  | Lee Moon-sae    | 3:33    |  |
| 5.  | "Hyehwa-dong (or Ssangmun-dong) (혜화동 (혹은 쌍문동))" (Park Bo-ram)       | Kim Chang-ki   | Kim Chang-ki    | Zoo             | 4:22    |  |
| 6.  | "All I Have to Give You is Love (네게 줄 수 있는건 오직 사랑뿐)" (December) | Ji Geun-sik    | Ji Geun-sik     | Byun Jin Sub    | 3:31    |  |
| 7.  | "Violet Fragrance (보라빛향기)" (Wable)                                     | Kang Susie     | Yoon Sang       | Kang Susie      | 3:44    |  |
| 8.  | "Together (함께)" (Noel)                                                    | Do Yoon-kyung  | Park Kwang-hyun | Park Kwang-hyun | 4:33    |  |
| 9.  | "Everyday With You (매일 그대와)" (Sojin - Girl's Day)                      | Choi Sung-won  | Choi Sung-won   | Deulgukhwa      | 3:16    |  |
| 10. | "As Time Goes By (세월이 가면)" (Kihyun)                                    | Choi Myung-sub | Choi Gwi-sub    | Choi Ho-sub     | 3:49    |  |
| 11. | "Let's Forget It (이젠 잊기로 해요 )" (Yeo-eun - Melody Day)                | Lee Jang-hee   | Lee Jang-hee    | Kim Wan-sun     | 3:58    |  |
| 12. | "기억날 그날이 와도" (NC.A)                                                 | Oh Tae-ho      | Oh Tae-ho       | Hong Song-min   | 3:45    |  |

Canções internacionais também foram executadas ou inseridas em cenas de fundo em Reply 1988, que incluem:
- "Wake Me Up Before You Go-Go" (1984) de Wham!,
- "Take on Me" (1985) de A-ha
- "Last Christmas" (1984) de Wham!
- "La Bamba" (1987) de Los Lobos
- "Nothing's Gonna Change My Love for You" (1985) de George Benson
- "Right Here Waiting" (1989) de Richard Marx
- "I Just Called to Say I Love You" de Stevie Wonder (1984)
- "Take My Breath Away" (1986) de Berlin
- "Time of my Life" (1987) de Bill Medley e Jennifer Warnes.

## Recepção
Na tabela abaixo, os números azuis representam as audiências mais baixas e os números vermelhos representam as audiências mais elevadas.
| Episódio | Data de transmissão    | Título                                         | Audiência média | Audiência média              | Audiência média |
| Episódio | Data de transmissão    | Título                                         | AGB Nielsen     | AGB Nielsen                  | TNmS            |
| Episódio | Data de transmissão    | Título                                         | Em todo o país  | Região Metropolitana de Seul | Em todo o país  |
| -------- | ---------------------- | ---------------------------------------------- | --------------- | ---------------------------- | --------------- |
| 1        | 6 de novembro de 2015  | De Mãos Dadas                                  | 6.1%            | 6.7%                         | 6.5%            |
| 2        | 7 de novembro de 2015  | A Única Coisa que Você Se Engana Sobre Mim     | 6.8%            | 7.4%                         | 6.7%            |
| 3        | 13 de novembro de 2015 | Os Ricos são Inocentes, Os Pobres São Culpados | 7.8%            | 8.4%                         | 8.6%            |
| 4        | 14 de novembro de 2015 | Não Posso Ajudar                               | 8.3%            | 8.7%                         | 8.0%            |
| 5        | 20 de novembro de 2015 | Prontos para o Inverno                         | 10.1%           | 10.8%                        | 9.6%            |
| 6        | 21 de novembro de 2015 | A Primeira Neve Está Chegando                  | 9.3%            | 10.0%                        | 8.8%            |
| 7        | 27 de novembro de 2015 | Para Você                                      | 11.0%           | 11.4%                        | 10.2%           |
| 8        | 28 de novembro de 2015 | Uma Palavra Quente                             | 11.3%           | 12.2%                        | 10.7%           |
| 9        | 4 de dezembro de 2015  | Cruzando a Linha                               | 11.6%           | 12.2%                        | 10.2%           |
| 10       | 5 de dezembro de 2015  | Memória                                        | 13.4%           | 13.9%                        | 12.5%           |
| 11       | 11 de dezembro de 2015 | Três Profecias Diferentes                      | 12.2%           | 13.3%                        | 12.3%           |
| 12       | 12 de dezembro de 2015 | O Que Amar Alguém Significa                    | 13.1%           | 13.8%                        | 11.8%           |
| 13       | 18 de dezembro de 2015 | O Super-Homem Voltou                           | 12.9%           | 13.4%                        | 12.2%           |
| 14       | 19 de dezembro de 2015 | Não Se Preocupe Querido                        | 15.1%           | 16.0%                        | 13.2%           |
| 15       | 25 de dezembro de 2015 | Entre o Amor e a Amizade                       | 15.2%           | 16.3%                        | 13.6%           |
| 16       | 26 de dezembro de 2015 | A Vida é Irônica – 1                           | 15.4%           | 16.0%                        | 12.6%           |
| 17       | 8 de janeiro de 2016   | A Vida é Irônica – 2                           | 15.5%           | 16.5%                        | 15.5%           |
| 18       | 9 de janeiro de 2016   | Adeus Meu Primeiro Amor                        | 17.2%           | 17.8%                        | 16.2%           |
| 19       | 15 de janeiro de 2016  | Você Fez o Seu Melhor                          | 17.6%           | 18.6%                        | 17.9%           |
| 20       | 16 de janeiro de 2016  | Adeus, Juventude Adeus, Ssangmun-dong          | 18.8%           | 19.6%                        | 18.4%           |
| Média    | Média                  | Média                                          | 12.4%           | 13.2%                        | 11.8%           |
| 0        | 30 de outubro de 2015  | Guia                                           | 2.996%          | –                            | –               |
| Especial | 2 de janeiro de 2016   | Bastidores                                     | 7.021%          | –                            | 6.7%            |

## Prêmios e indicações
| Ano  | Prêmio                           | Categoria                            | Beneficiário                  | Resultado | Ref.   |
| ---- | -------------------------------- | ------------------------------------ | ----------------------------- | --------- | ------ |
| 2016 | Top Chinese Music Awards         | Mehor Artista Internacional          | Park Bo-gum                   | Venceu    |        |
| 2016 | Baeksang Arts Awards             | Melhor Drama                         | Reply 1988                    | Indicado  |        |
| 2016 | Baeksang Arts Awards             | Melhor Diretor                       | Shin Won-ho                   | Venceu    |        |
| 2016 | Baeksang Arts Awards             | Melhor Atriz                         | Ra Mi-ran                     | Indicado  |        |
| 2016 | Baeksang Arts Awards             | Melhor Ator Revelação                | Ryu Jun-yeol                  | Venceu    |        |
| 2016 | Baeksang Arts Awards             | Melhor Ator Revelação                | Ahn Jae-hong                  | Indicado  |        |
| 2016 | Baeksang Arts Awards             | Melhor Ator Revelação                | Lee Dong-hwi                  | Indicado  |        |
| 2016 | Baeksang Arts Awards             | Melhor Atriz Revelação               | Ryu Hye-young                 | Indicado  |        |
| 2016 | Baeksang Arts Awards             | Melhor Atriz Revelação               | Lee Hye-ri                    | Indicado  |        |
| 2016 | Baeksang Arts Awards             | Melhor Roteiro                       | Lee Woo-jung                  | Indicado  |        |
| 2016 | Annual DramaFever Awards         | Melhor Estrela em Ascensão           | Park Bo-gum                   | Venceu    | [ 17 ] |
| 2016 | Annual DramaFever Awards         | Melhor Beijo                         | Park Bo-gum & Lee Hye-ri      | Venceu    | [ 17 ] |
| 2016 | Seoul International Drama Awards | Melhor Minissérie                    | Reply 1988                    | Indicado  |        |
| 2016 | APAN Star Awards                 | Melhor Diretor                       | Shin Won-ho                   | Venceu    | [ 18 ] |
| 2016 | APAN Star Awards                 | Melhor Ator Coadjuvante              | Choi Moo-sung                 | Indicado  | [ 18 ] |
| 2016 | APAN Star Awards                 | Melhor Atriz Coadjuvante             | Kim Sun-young                 | Indicado  | [ 18 ] |
| 2016 | APAN Star Awards                 | Melhor Ator Revelação                | Park Bo-gum                   | Venceu    | [ 18 ] |
| 2016 | APAN Star Awards                 | Melhor Atriz Revelação               | Lee Hye-ri                    | Venceu    | [ 18 ] |
| 2016 | Korea Drama Awards               | Prêmio Top Excelência, Ator          | Park Bo-gum                   | Indicado  |        |
| 2016 | Korea Drama Awards               | Melhor Ator Revelação                | Ahn Jae-hong                  | Indicado  |        |
| 2016 | Korea Drama Awards               | Melhor Ator Revelação                | Lee Dong-hwi                  | Indicado  |        |
| 2016 | Korea Drama Awards               | Melhor Atriz Revelação               | Lee Hye-ri                    | Indicado  |        |
| 2016 | Korea Drama Awards               | Melhor Trilha Sonora Original        | Lee Juck ("Don't Worry Dear") | Indicado  |        |
| 2016 | tvN10 Awards                     | Grande Prêmio (Daesang), Drama       | Reply 1988                    | Venceu    | [ 19 ] |
| 2016 | tvN10 Awards                     | Prêmio de Melhor Conteúdo, Drama     | Reply 1988                    | Venceu    | [ 19 ] |
| 2016 | tvN10 Awards                     | Melhor Ator                          | Sung Dong-il                  | Indicado  | [ 19 ] |
| 2016 | tvN10 Awards                     | Prêmio de Atuação Especial           | Sung Dong-il                  | Venceu    | [ 19 ] |
| 2016 | tvN10 Awards                     | Prêmio de Estrela da Ásia            | Park Bo-gum                   | Venceu    | [ 19 ] |
| 2016 | tvN10 Awards                     | Prêmio de Estrela em Ascensão, Ator  | Ryu Jun-yeol                  | Venceu    | [ 19 ] |
| 2016 | tvN10 Awards                     | Prêmio de Estrela em Ascensão, Atriz | Lee Hye-ri                    | Venceu    | [ 19 ] |
| 2016 | tvN10 Awards                     | Rouba-cena, Ator                     | Kim Sung-kyun                 | Venceu    | [ 19 ] |
| 2016 | tvN10 Awards                     | Rouba-cena, Ator                     | Lee Dong-hwi                  | Indicado  | [ 19 ] |
| 2016 | tvN10 Awards                     | Rouba-cena, Atriz                    | Ra Mi-ran                     | Venceu    | [ 19 ] |
| 2016 | tvN10 Awards                     | Rouba-cena, Atriz                    | Kim Sun-young                 | Indicado  | [ 19 ] |
| 2016 | tvN10 Awards                     | Rouba-cena, Atriz                    | Lee Il-hwa                    | Indicado  | [ 19 ] |
| 2016 | tvN10 Awards                     | Rouba-cena, Atriz                    | Ryu Hye-young                 | Indicado  | [ 19 ] |
| 2016 | tvN10 Awards                     | Feito na tvN, Ator em Drama          | Park Bo-gum                   | Indicado  | [ 19 ] |
| 2016 | tvN10 Awards                     | Feito na tvN, Ator em Drama          | Ryu Jun-yeol                  | Indicado  | [ 19 ] |
| 2016 | tvN10 Awards                     | Feito na tvN, Atriz em Drama         | Lee Hye-ri                    | Indicado  | [ 19 ] |
| 2016 | tvN10 Awards                     | Prêmio Duas Estrelas                 | Go Kyung-pyo                  | Indicado  | [ 19 ] |
| 2016 | tvN10 Awards                     | Melhor Beijo                         | Park Bo-gum & Lee Hye-ri      | Indicado  | [ 19 ] |
| 2016 | Melon Music Awards               | Melhor Trilha Sonora                 | Oh Hyuk ("A Little Girl")     | Indicado  |        |
| 2016 | Mnet Asian Music Awards          | Melhor Trilha Sonora                 | Lee Juck ("Don't Worry Dear") | Venceu    | [ 20 ] |
| 2016 | Asia Artist Awards               | Prêmio de Melhor Rookie, Ator        | Ryu Jun-yeol                  | Venceu    |        |
| 2016 | Asia Artist Awards               | Prêmio de Estrela da Ásia, Ator      | Park Bo-gum                   | Venceu    | [ 21 ] |